# Musée Serralves
Le Museu de Arte Contemporânea de Serralves (également Fundação de Serralves) est un musée d'art contemporain situé dans la ville portugaise de Porto. Il fait partie de la fondation d'art Fundação de Serralves et appartient à l'État.

## Le musée
Le musée est situé dans les jardins du Parque de Serralves, un parc de 18,43 hectares conçu en 1932 par l'architecte paysagiste français Jacques Gréber sur le site d'une ferme agricole. Les jardins de Serralves sont considérés comme l'un des premiers exemples de conception de jardins artistiques au Portugal dans la première moitié du XXe siècle. 

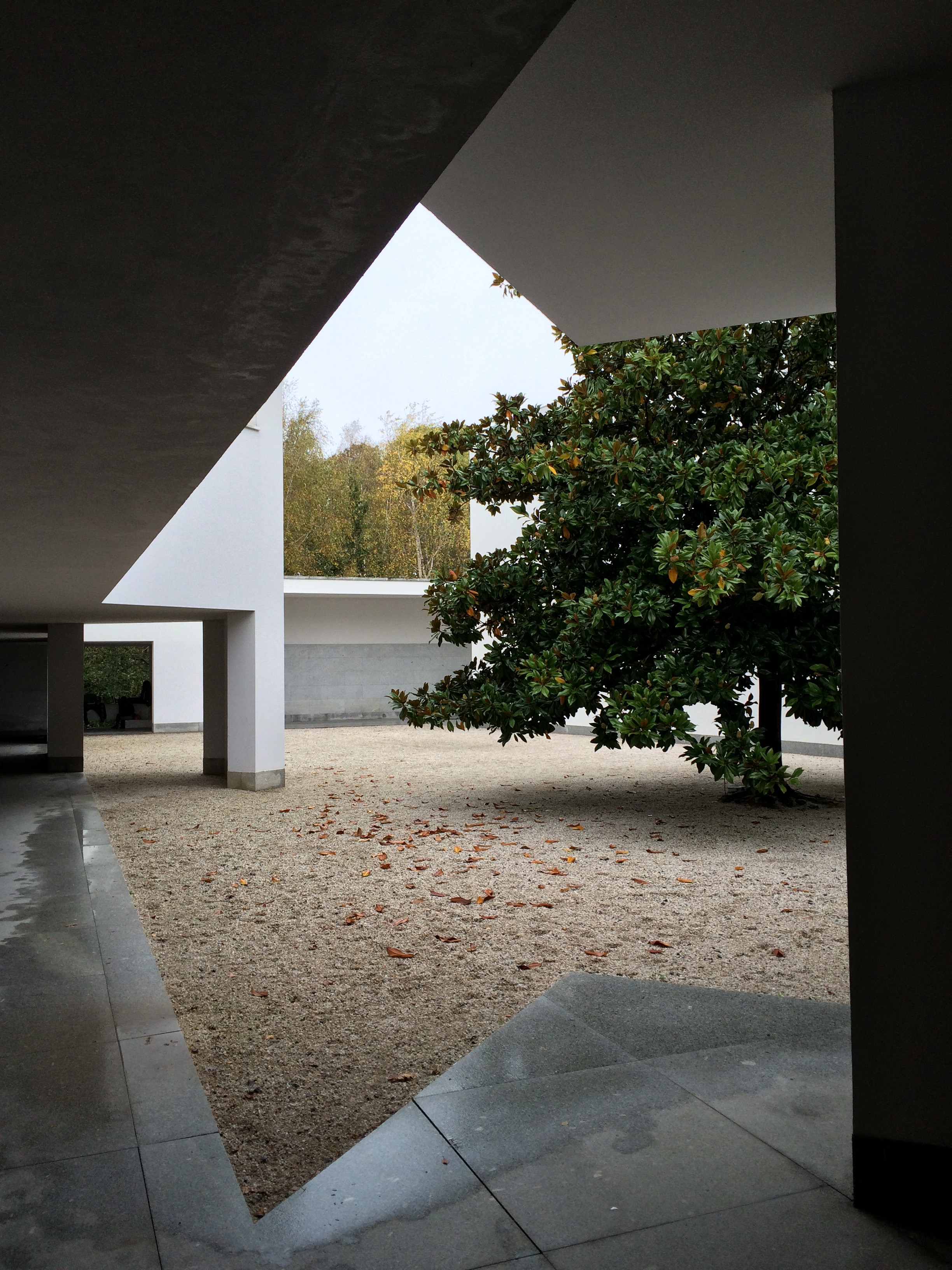
Vue sur la cour extérieure et de la zone d'entrée.

La conception du bâtiment du musée est basée sur les plans de l'architecte Álvaro Siza Vieira, qui enseigne à l'Université de Porto. La fondation d'art Fundação de Serralves définit la conception du musée et son intégration dans le paysage du parc en 1989. Sa construction commence en 1996. Le musée ouvre ses portes le 6 juin 1999 avec l'exposition Circa 1968.
Le musée est le musée d'art contemporain le plus important du Portugal et utilise tout son espace d'exposition avec des expositions spéciales. Sa propre collection n'est présentée que dans le cadre d'expositions thématiques. Outre les beaux-arts, le concept comprend également d'autres domaines tels que la musique, le cinéma, la performance, la danse et l'architecture. Un accent important est également mis sur l'éducation artistique, qui est promue par de nombreux événements publics et des publications.
Le musée comprend la Casa de Serralves, une villa construite entre 1925 et 1944 par l'architecte portugais José Marques da Silva dans le style Art déco. Le bâtiment est considéré comme un exemple exceptionnel d'architecture moderne épurée (style « paquebot ») au Portugal. À l'origine, la villa servait de résidence privée, c'est aujourd'hui le siège de la Fondation pour les arts Fundação de Serralves. Il est également utilisé pour des expositions spéciales.

Quelques vues du bâtiment
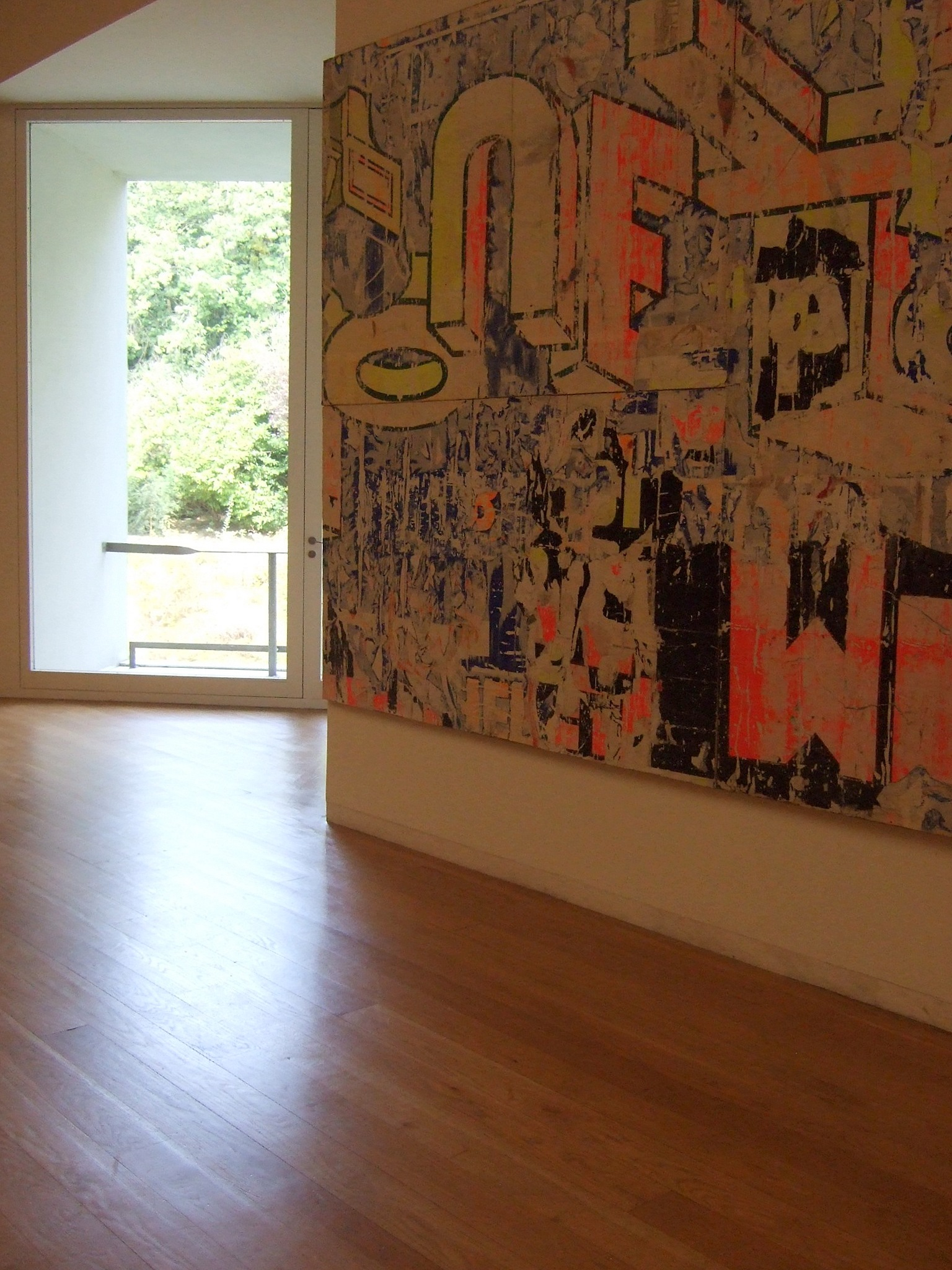
Vue de l'intérieur.
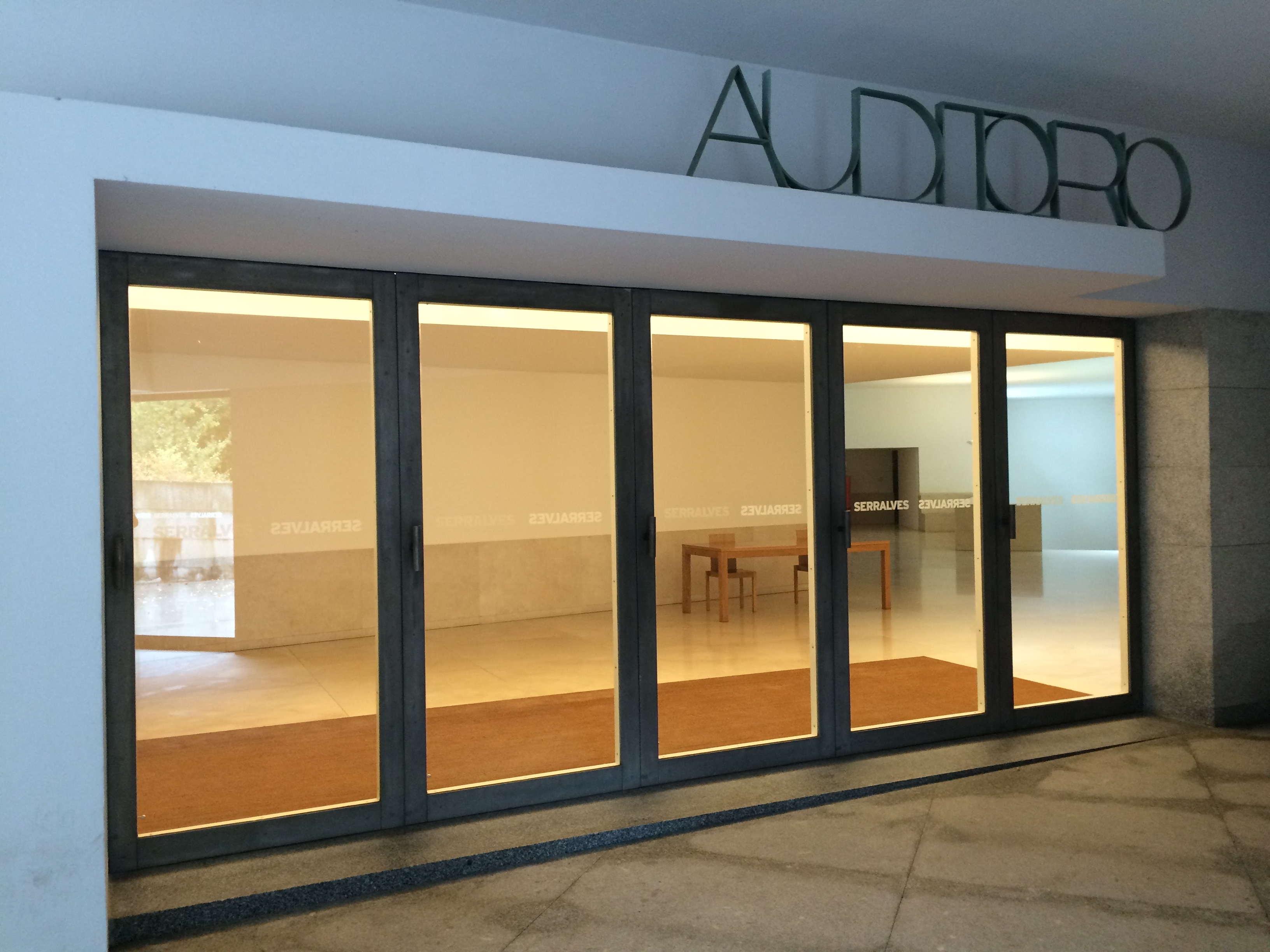
Une salle.
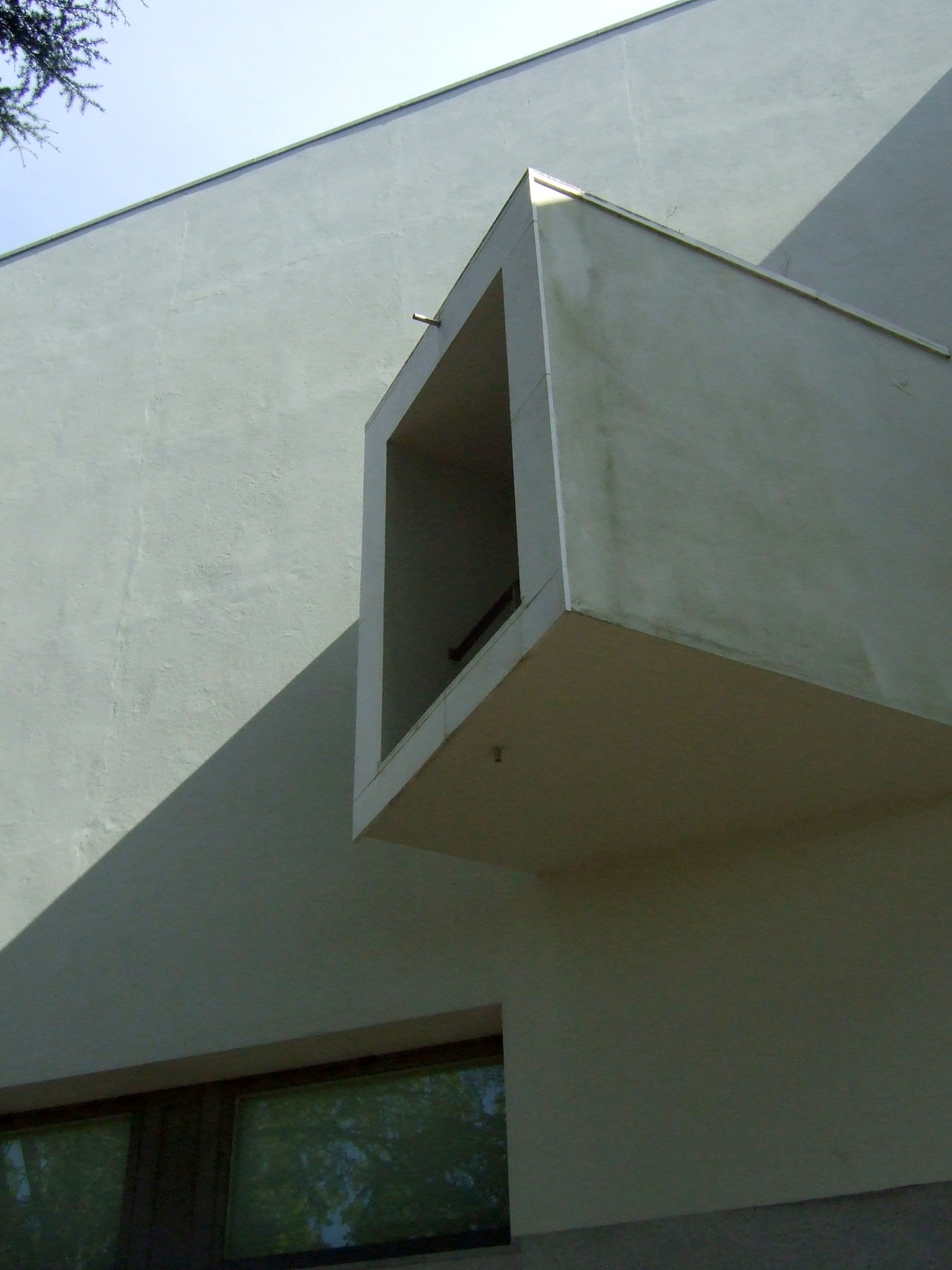
Vue extérieure.

## Collection

### La collection du musée
Elle comprend, entre autres, les artistes suivants :
- Maria José Aguiar[4]
- Helena Almeida[5]
- Richard Artschwager[6]
- Georg Baselitz[3]
- John Baldessari[3]
- Eduardo Batarda
- Lothar Baumgarten
- René Bértholo
- Christian Boltanski[1]
- Marcel Broodthaers
- Fernando Calhau
- Alberto Carneiro[3]
- Manuel Casimiro
- Lourdes Castro
- Hans-Peter Feldmann
- Hamish Fulton
- Ferran García Sevilla
- Dan Graham
- Ana Hatherly
- Jörg Immendorff
- Neil Jenney
- Jannis Kounellis
- Álvaro Lapa[3]
- Gordon Matta-Clark
- Mario Merz
- Cildo Meireles
- Robert Morris[1]
- Ree Morton[1]
- Antoni Muntadas
- Bruce Nauman
- Maria Nordman
- Dennis Oppenheim
- Blinky Palermo
- Antonio Palolo
- Adrian Piper
- Sigmar Polke
- Gerhard Richter[3]
- Ed Ruscha
- Reiner Ruthenbeck[1]
- Julião Sarmento
- Richard Serra[3]
- Robert Smithson[1]
- Ângelo de Sousa
- Richard Tuttle
- Lawrence Weiner
- Gilberto Zorio

### Les jardins Serralves
Les jardins qui entourent le musée présentent des œuvres de divers artistes contemporains.

Œuvres dans le parc
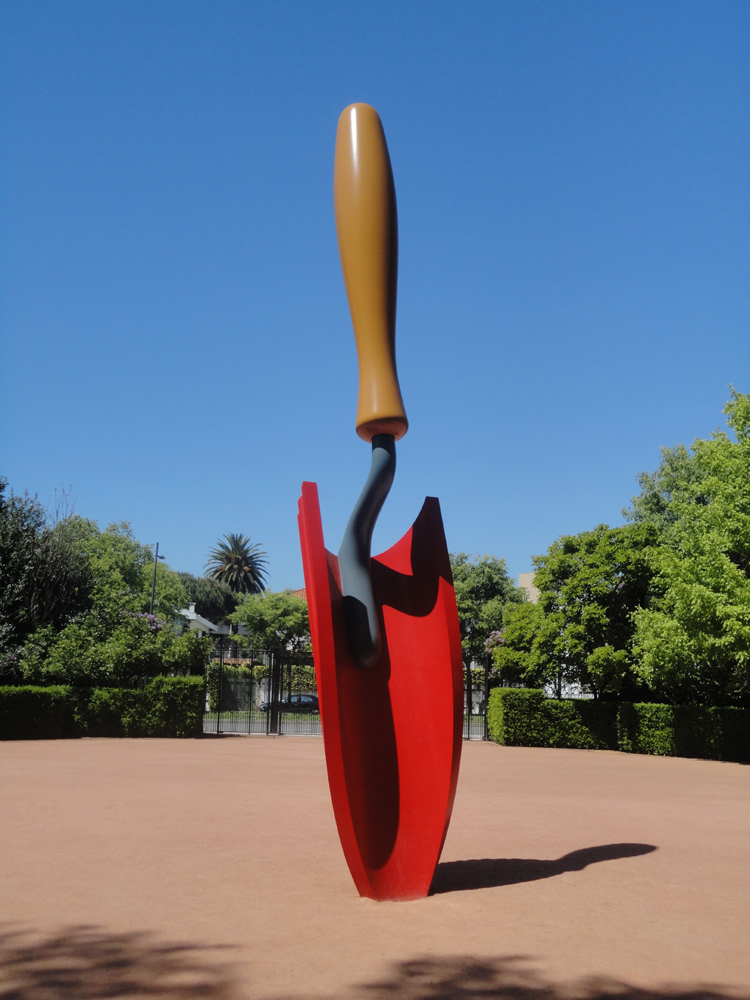
Claes Oldenburg, Plantoir
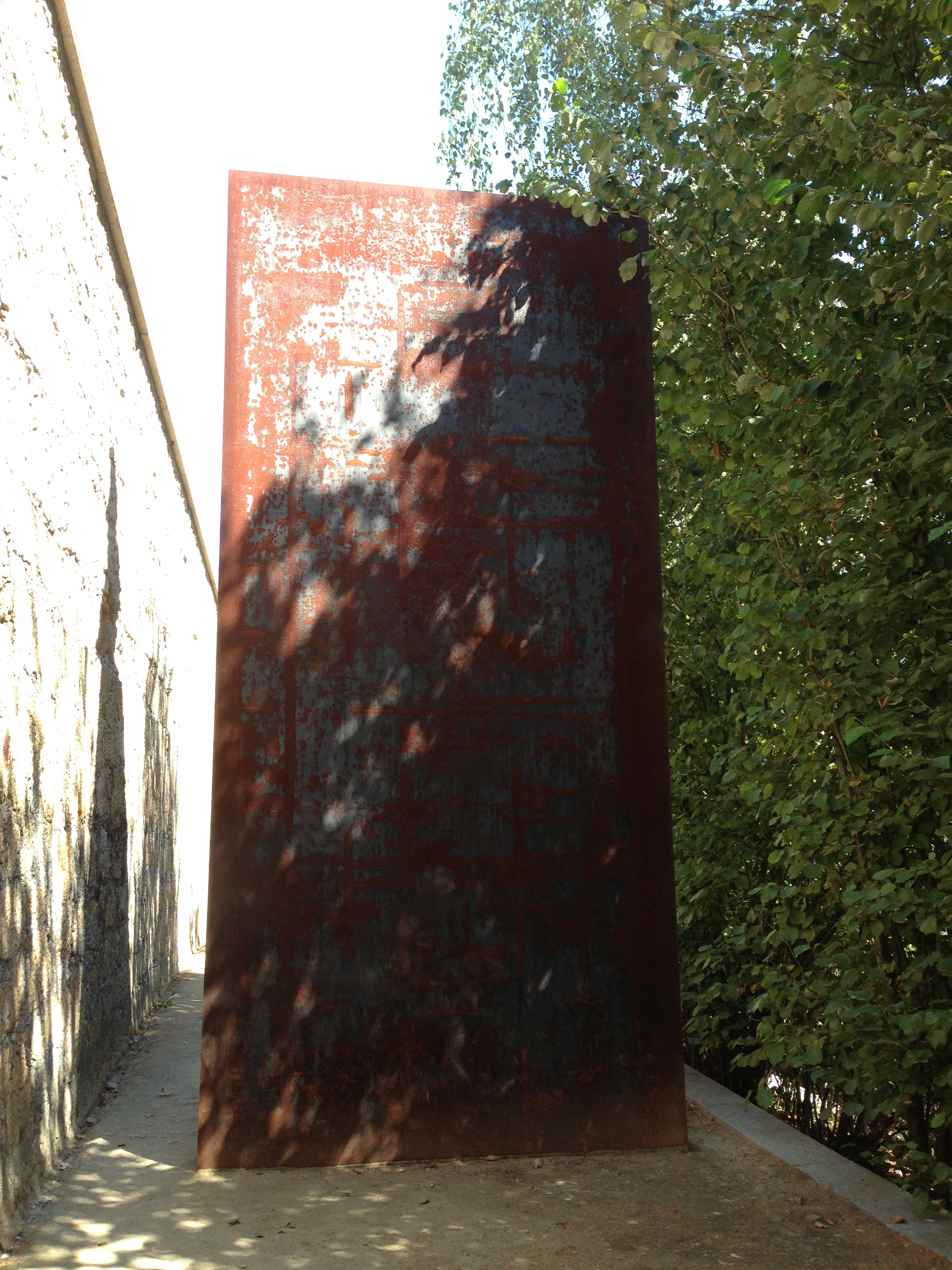
Richard Serra, Walking is measuring
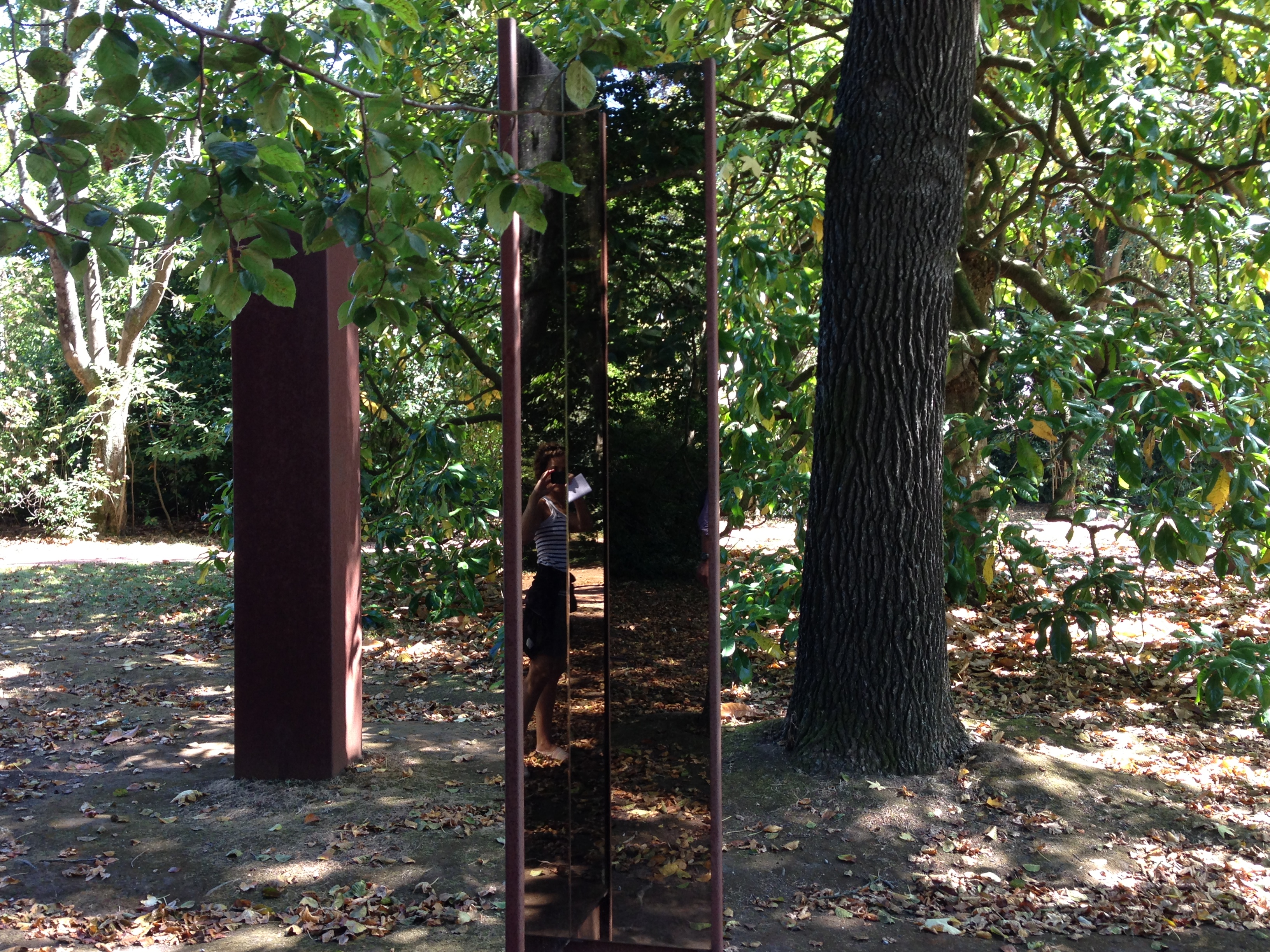
Ângelo de Sousa, Um Jardim Catoptrico
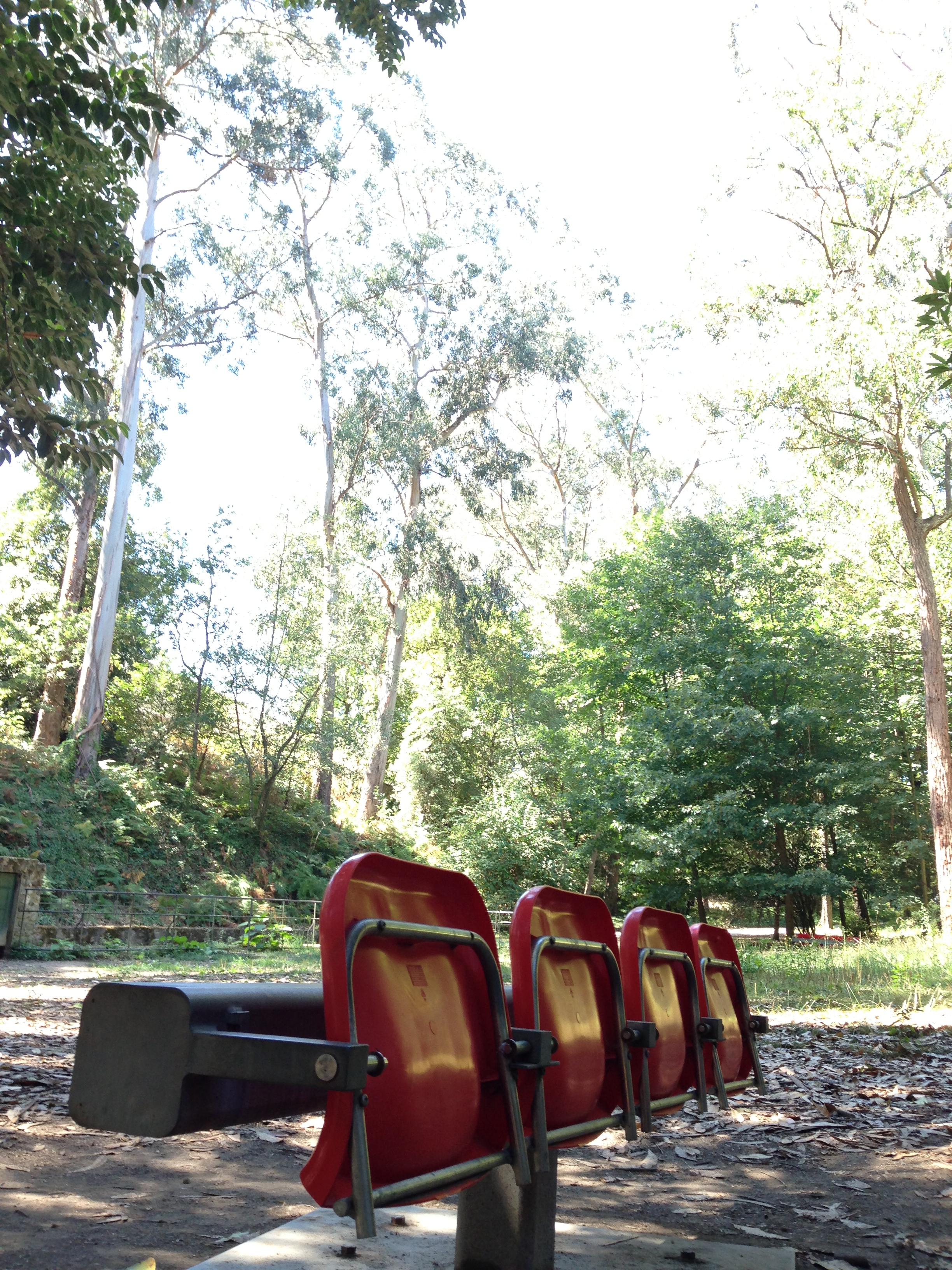
Veit Stratmann, Pour le Parc
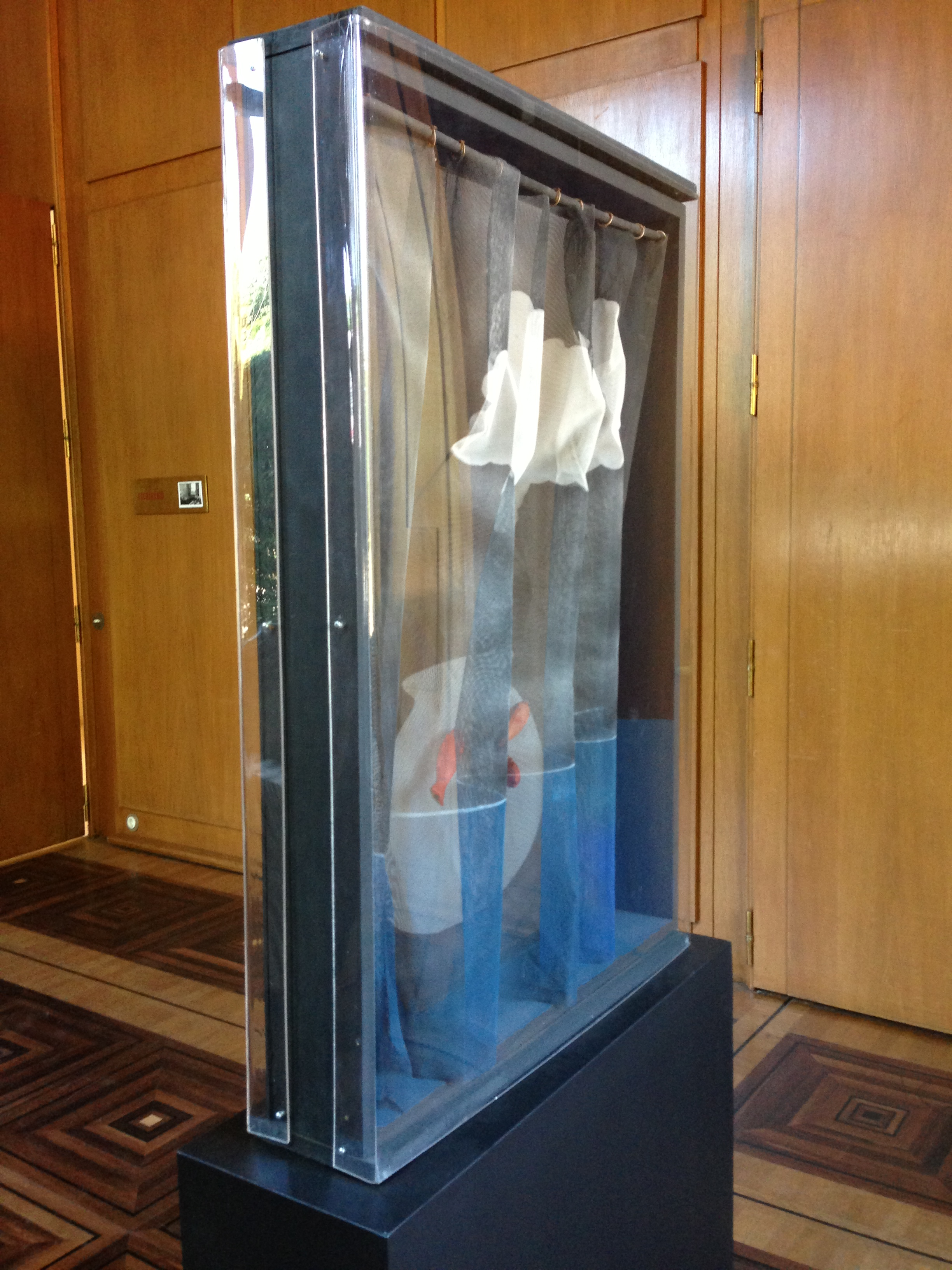
Ana Vieira, Aquario
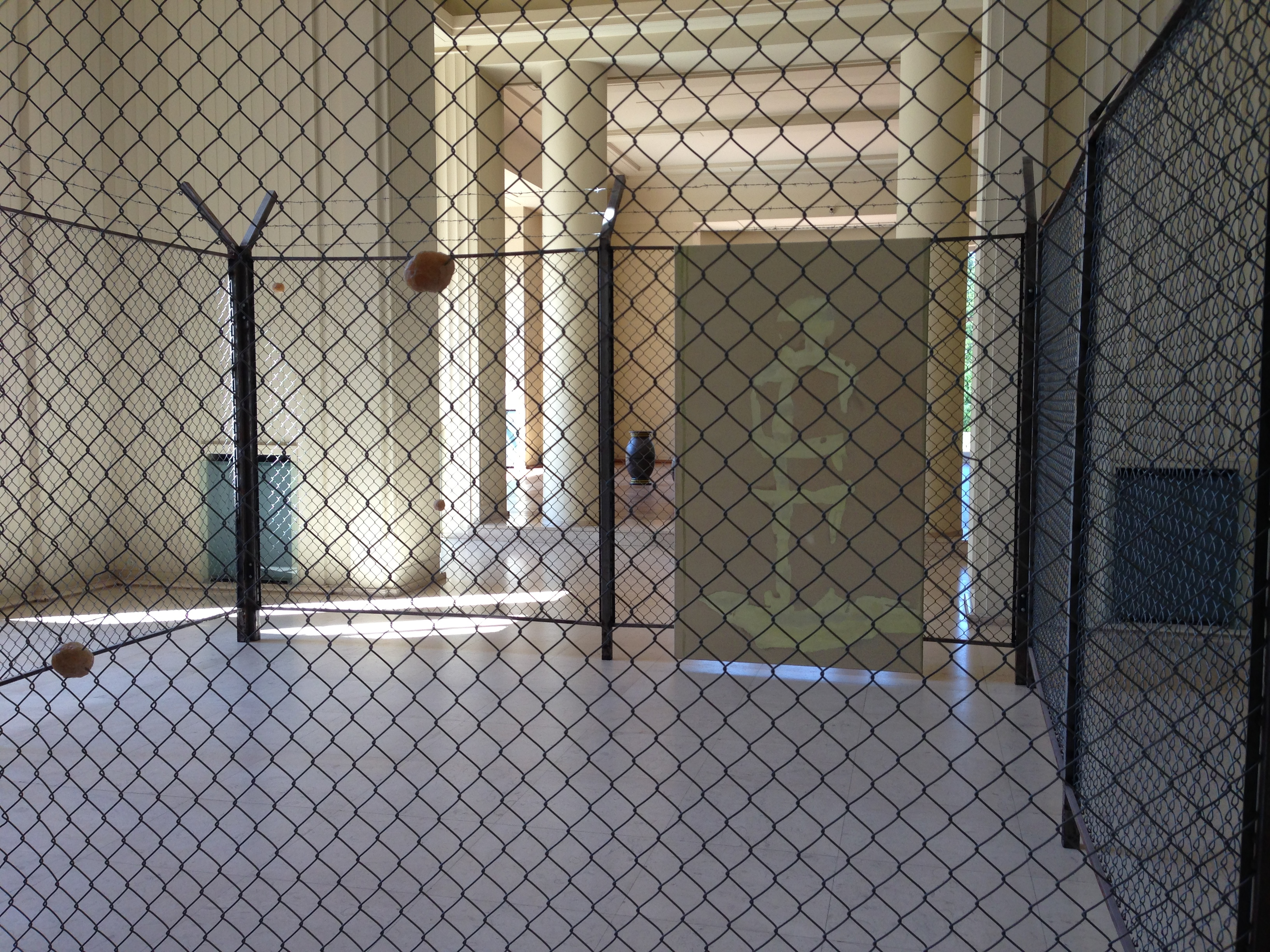
Luc Tuymans, The Fence
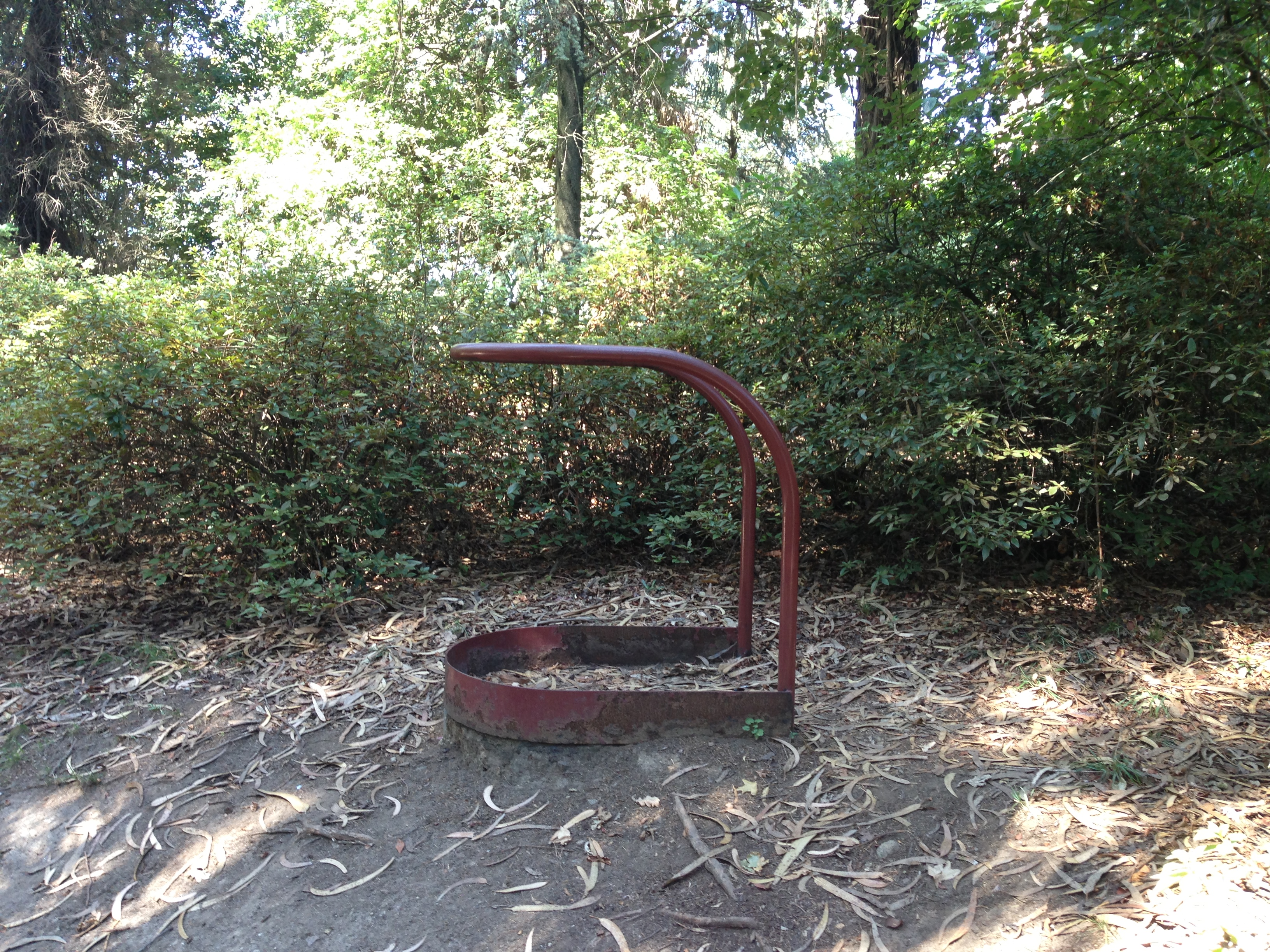
Veit Stratmann, Elements pour Porto
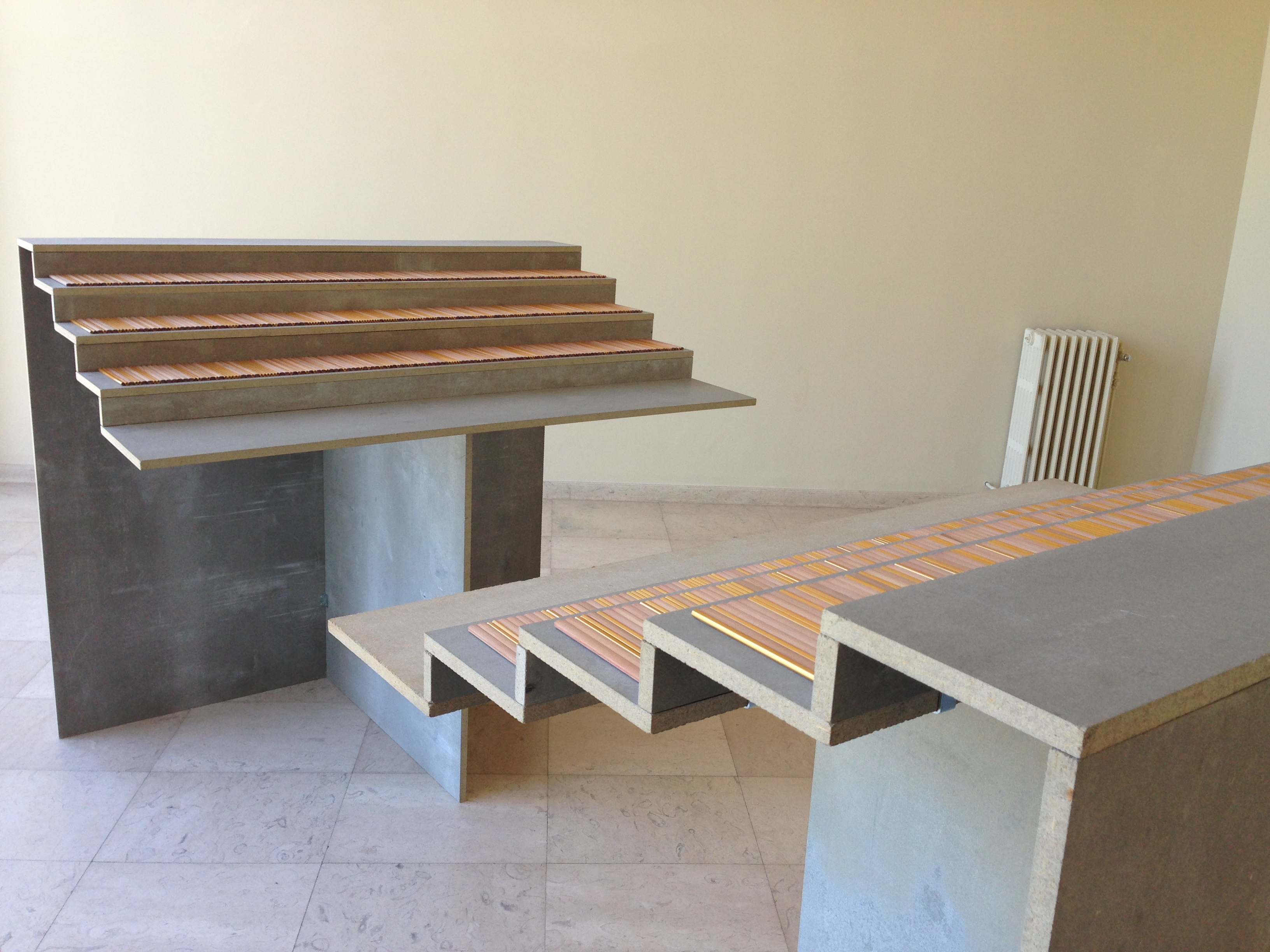
Pedro Barateiro, Tratado de encenação
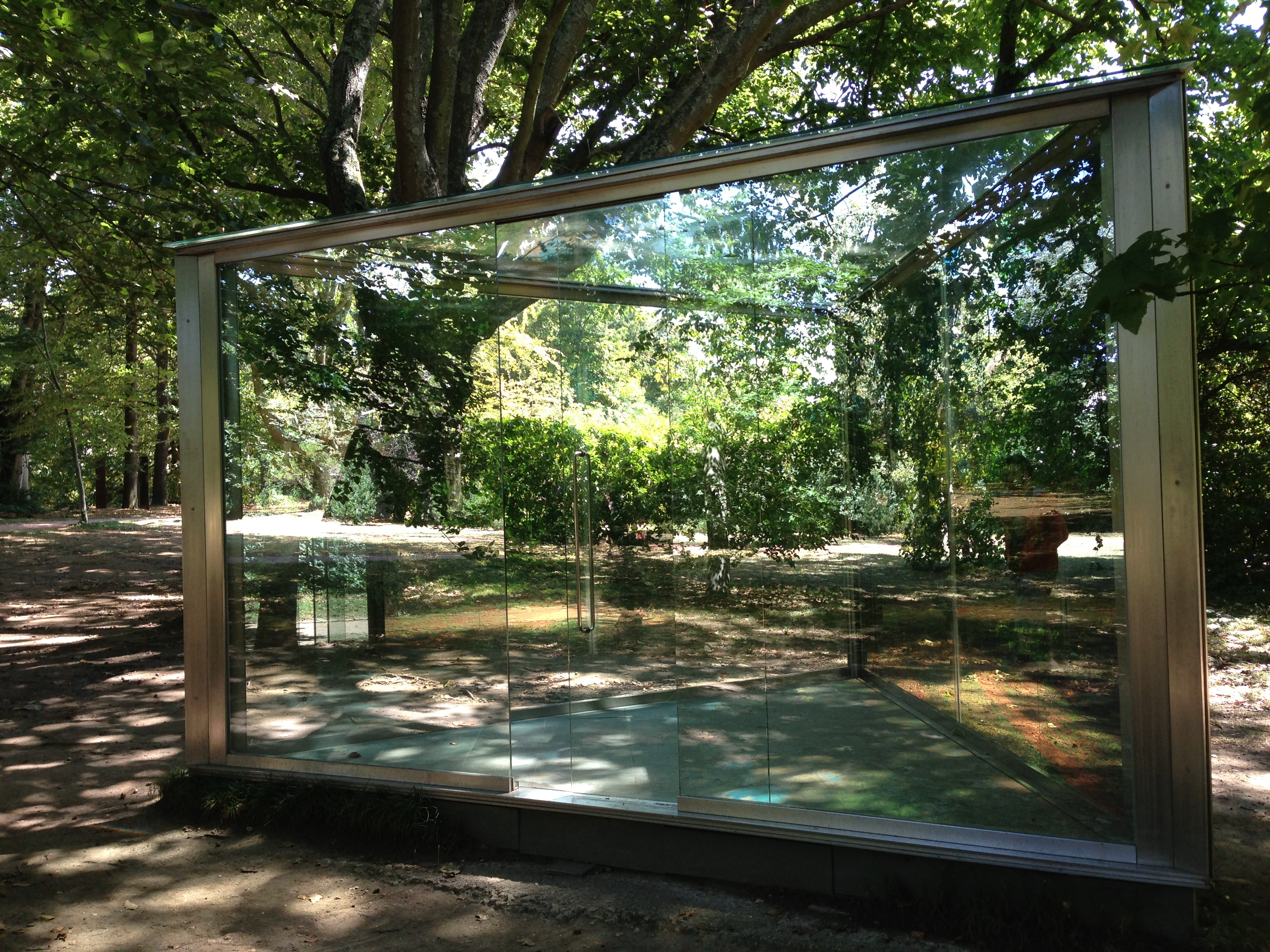
Dan Graham, Double Exposure
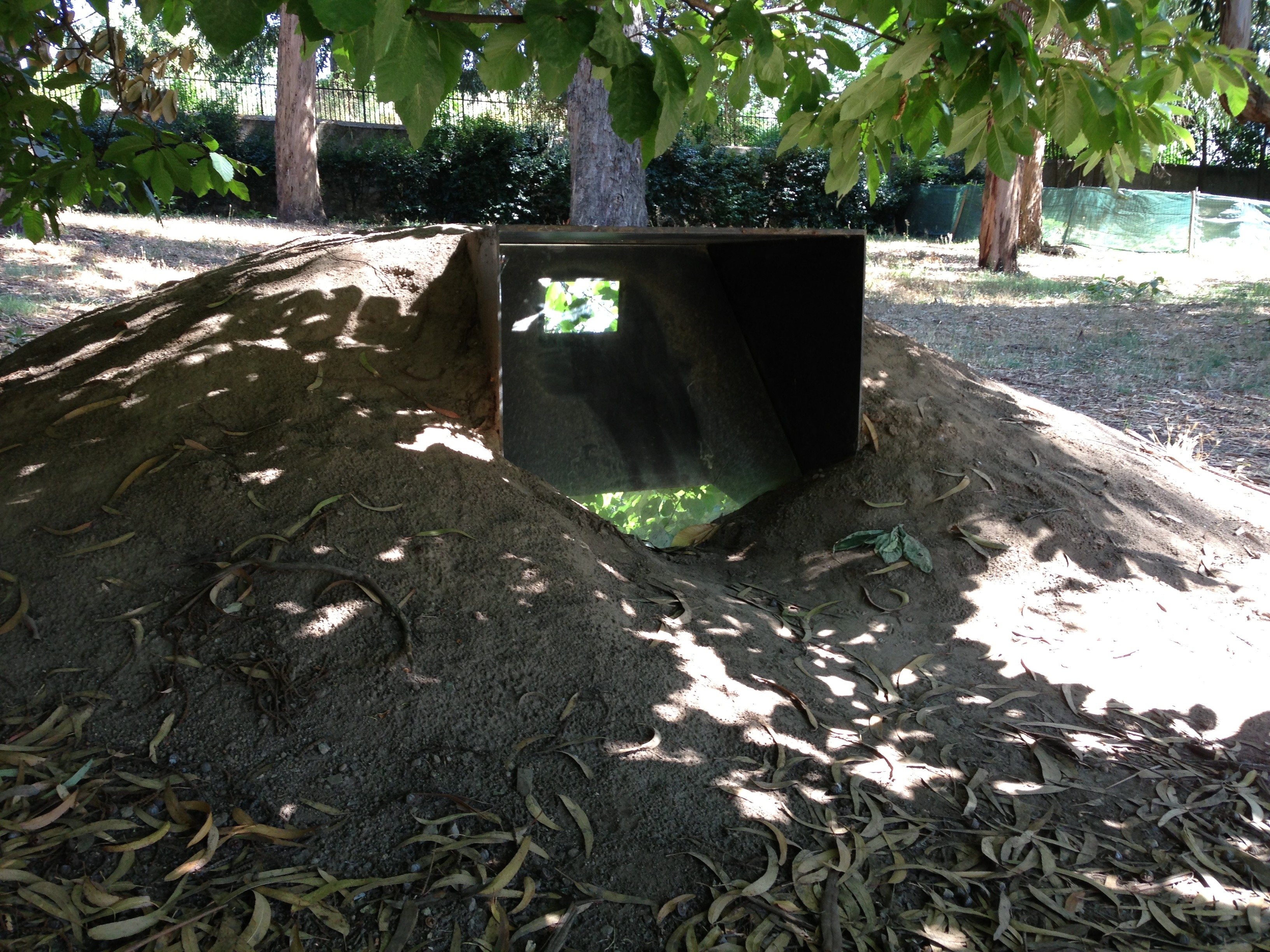
Francisco Tropa, Monte Falso
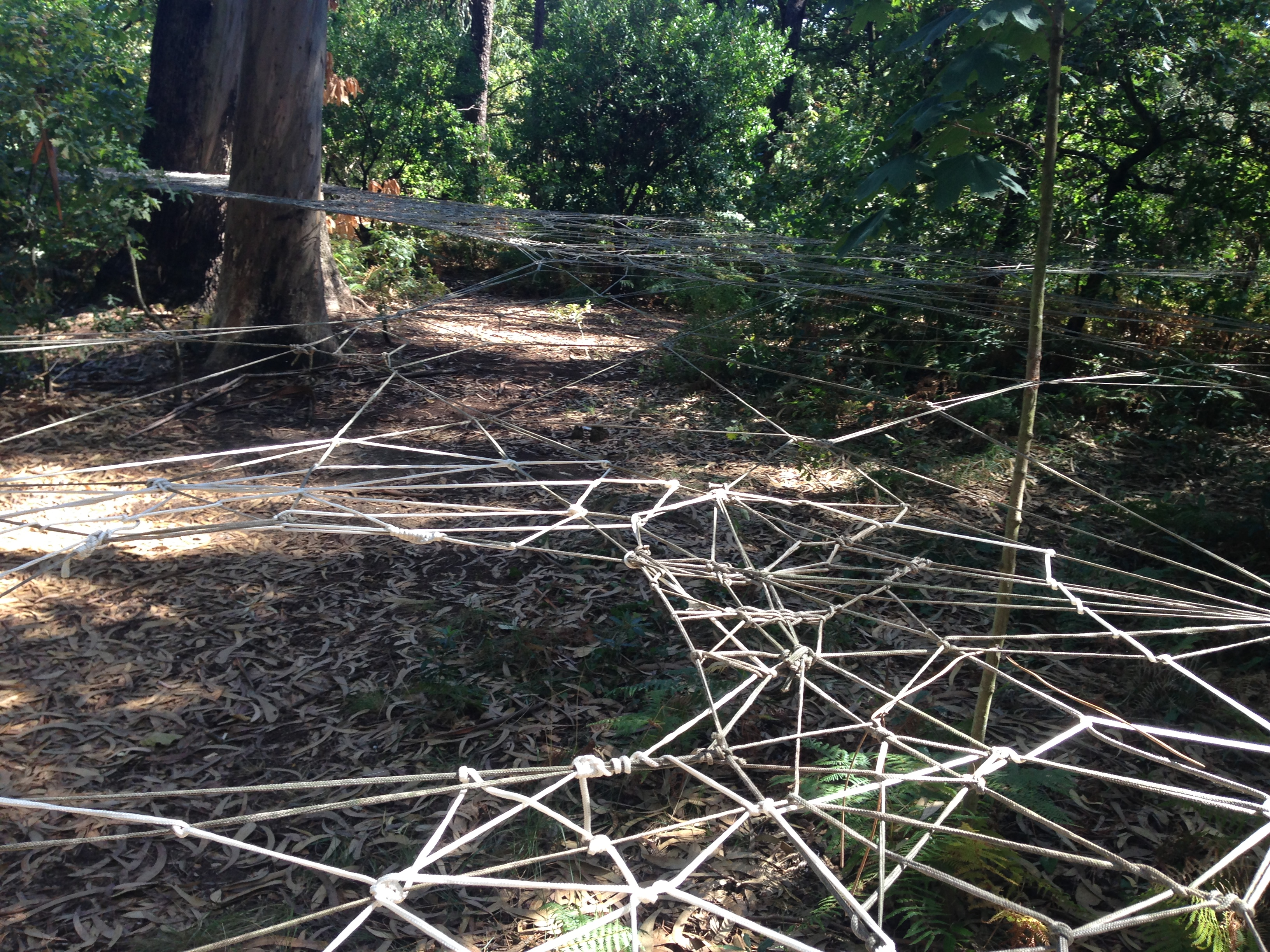
Fernanda Gomes, Sem Título
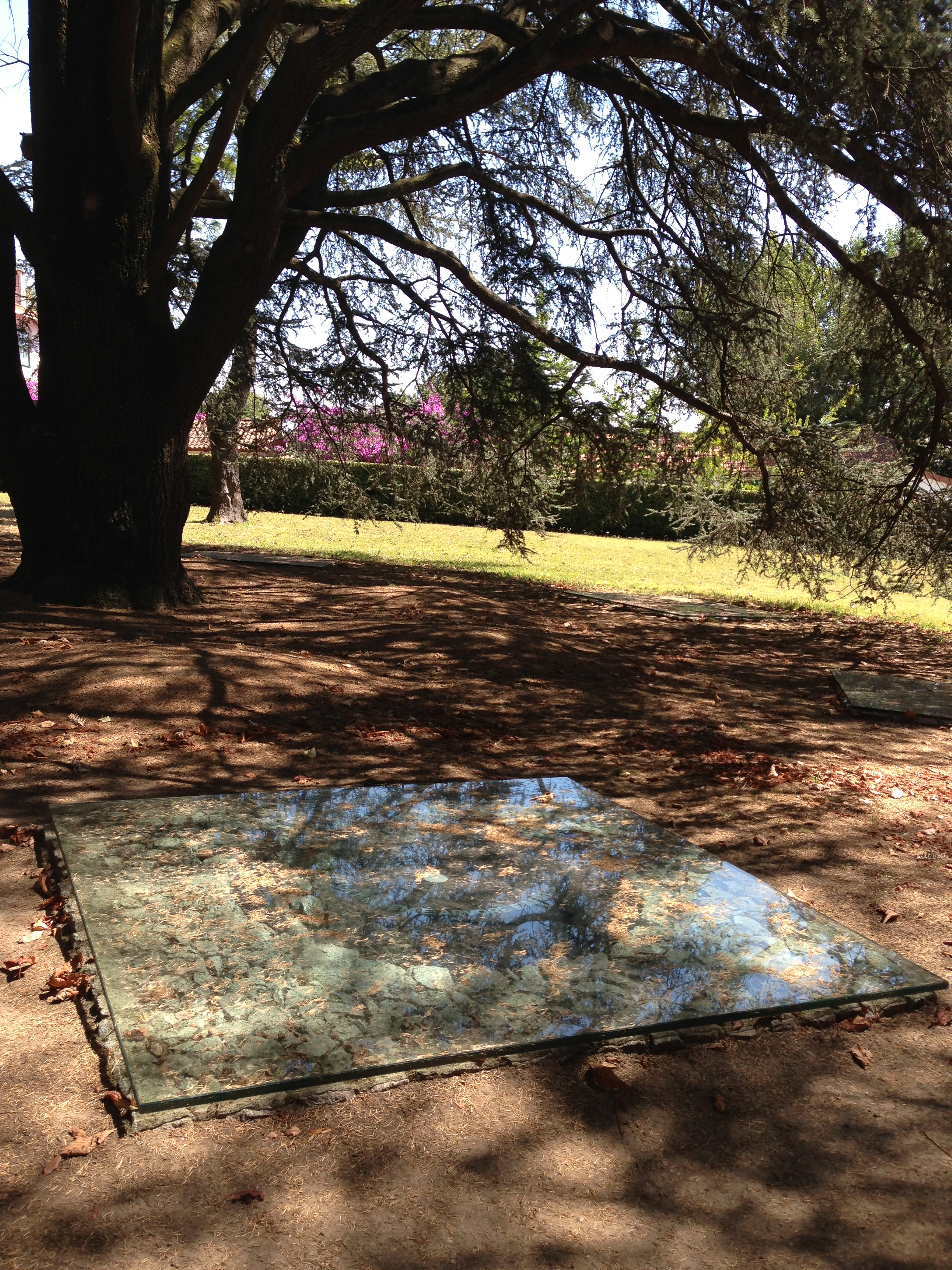
Alberto Carneiro, Ser Arvore e Arte